# El Dorado (Meta)
El Dorado es un municipio colombiano situado en el departamento del Meta. Se encuentra a aproximadamente 70 km de la capital Villavicencio.

## Historia
Fundado en el siglo XX, por Evangelista Rivera Guerrero, fue elevado a la categoría de Municipio por medio de la ordenanza n.º 4 de noviembre de 1992, la cual fue efectiva en 1993, segregando partes de Cubarral y El Castillo.

## División Político-Administrativa
Además de su Cabecera municipal. El Dorado tiene bajo su jurisdicción los siguientes Centros poblados:
- Pueblo Sánchez
- San Isidro del Ariari

## Geografía
El Dorado está ubicado en la cuenca alta del Río Ariari, en el sector noroccidental del departamento del Meta. Forma parte del parque nacional de Sumapaz, con 1.143,7 hectáreas de este sistema geográfico. Altitud de la cabecera municipal (metros sobre el nivel del mar): 500 m s. n. m.
Temperatura media: 26 °C.

### Límites del municipio
El Dorado está delimitado por los siguientes municipios: 
| Noroeste: Cubarral    | Norte: Cubarral                    | Nordeste: Cubarral (Río Ariari) |
| Oeste: El Castillo    |                                    | Este: San Martín (Río Ariari)   |
| Suroeste: El Castillo | Sur: El Castillo (Río Los Urumíes) | Sureste: El Castillo            |

### Hidrografía
Cuenta con dos grandes ríos el Ariari y Cumaral. Además cuenta con gran variedad de quebradas y riachuelos entre los que se encuentran: Caño Pajuil, Caño Aguas Zarcas, Caño Aguas Claras, Caño Leche y Caño Amarillo.

## Alcaldes
- Esperanza Castrillón de Sierra 1994 - 1995.
- Rodrigo Echeverri Carvajal 1996 - 1998.
- Javier Escobar Zapata 1998.
- Euser Rondón Vargas 1998 - 2001.
- Fredy Díaz Gutiérrez 2001 - 2004, 2012 - 2015.
- Fabio Omar Velázquez Castro 2004 - 2007.
- Oscar Olaya López 2008 - 2011, 2016-2019
- Luis Hugo Arcila 2020-2023

## Servicios públicos
- Energía Eléctrica: Electrificadora del Meta (EMSA), es la empresa prestadora del servicio de energía eléctrica.
- Gas Natural: Llanogas, es la empresa distribuidora y comercializadora de gas natural en el municipio.